# Црногорац (презиме)
Црногорац је презиме карактеристично за исељенике из Црне Горе који су промијенили првобитно презиме због крвне освете или по одлуци турских управитеља области у које су доселили. 
- Братство Црногорац у Старим Дулићима код Гацка – доселили 1840. због крвне освете из племена Цуца у Херцеговину, село Стари Дулићи код Гацка. Поријекло воде од братства Рогановић из Цуца. Славе Малу Госпојину.[1] Крајем 19. вијека у Голију, на Бајов Камен одселио се из Старих Дулића Спасоје Михајлов Црногорац. Од братства Црногорац потиче братство Видаковић у Данићима код Гацка.
- Братство Црногорац у Казанцима (Гацко и Голија) – доселили са Чева. Славе Аранђеловдан.